# Kepler-78b
Kepler-78b (KIC 8435766 b) – planeta pozasłoneczna orbitująca wokół gwiazdy Kepler-78. Planeta jest trochę większa od Ziemi i obiega swą gwiazdę w ciągu 8,5 godziny.

## Nazwa
Jej pierwotne oznaczenie, KIC 8435766 b, to kolejno akronim „KIC” pochodzący od nazwy katalogu Kepler Input Catalog, numer kolejny gwiazdy w katalogu KIC i litera „b” oznaczająca, że jest to pierwsza lub najbliższa planeta orbitująca wokół danej gwiazdy. Według oznaczenia „Kepler-78b” jest pierwszą planetą w siedemdziesiątym ósmym pozasłonecznym układzie planetarnym odkrytym w ramach programu Kepler.

## Odkrycie
Planeta została odkryta w 2013 przez Kosmiczny Teleskop Keplera tuż przed jego awarią.

## Charakterystyka fizyczna
Masa planety wynosi ok. 1,7 masy Ziemi, zaś promień jest o ok. 20% większy od ziemskiego. Gęstość planety jest zbliżona do gęstości Ziemi, co sugeruje, że Kepler-78b jest zbudowana z żelaza i skał.
Wyniki badań dwóch grup naukowców, które pod koniec października 2013 zostały opublikowane na łamach „Nature” potwierdziły także podobieństwo w gęstości Ziemi i nowej egzoplanety. Bardzo duża różnica między obydwiema planetami występuje natomiast w kwestii temperatury. Prawdopodobną wielkość i masę udało się obliczyć na podstawie wpływu jej grawitacji na jej gwiazdę (żółty karzeł Kepler-78). Zazwyczaj egzoplanety wielkości Ziemi znajdują się zbyt daleko, aby było możliwe zastosowanie takiej metody, ale przez swoje położenie Kepler-78b ułatwił pracę naukowcom. Potwierdzono także, że nowa egzoplaneta zbliży się do swojej gwiazdy i za około trzy miliardy lat zostanie przez nią wchłonięta.
Krąży wokół swojej gwiazdy w odległości zaledwie 0,01 j.a. Jej okres orbitalny wynosi zaledwie 8,5 godziny. Temperatura rozgrzanej części dziennej planety szacowana jest na pomiędzy 2300 a 3100 kelwinów.
Kepler-78b znajduje się w gwiazdozbiorze Łabędzia (ponad 400 lat świetlnych od Ziemi) i porusza się po orbicie 40 razy bliżej swojej gwiazdy niż Merkury wokół Słońca. W ziemskiej dobie mieszczą się więc trzy lata na tej planecie.
| Ziemia | Kepler-78b |
| ------ | ---------- |
|        |            |